# Afganisztán a 2012. évi nyári olimpiai játékokon
Afganisztán a nagy-britanniai Londonban megrendezett 2012. évi nyári olimpiai játékok egyik részt vevő nemzete volt. Az országot az olimpián 4 sportágban 6 sportoló képviselte, akik összesen 1 érmet szereztek.

## Érmesek
| Érem  | Versenyző       | Sportág   | Versenyszám      |
| ----- | --------------- | --------- | ---------------- |
| Bronz | Rohullah Nikpai | Taekwondo | Férfi pehelysúly |

## Atlétika
Férfi
| Versenyző    | Versenyszám | Selejtező | Selejtező | Selejtező | Előfutam | Előfutam | Előfutam | Elődöntő | Elődöntő | Elődöntő | Döntő   | Döntő    |
| Versenyző    | Versenyszám | Idő       | Hely.     | Össz.     | Idő      | Hely.    | Össz.    | Idő      | Hely.    | Össz.    | Idő     | Helyezés |
| ------------ | ----------- | --------- | --------- | --------- | -------- | -------- | -------- | -------- | -------- | -------- | ------- | -------- |
| Masoud Azizi | 100 m       | 11,19     | 6.        | 20.       | kiesett  | kiesett  | kiesett  | kiesett  | kiesett  | kiesett  | kiesett | kiesett  |

Női
| Versenyző         | Versenyszám | Selejtező | Selejtező | Selejtező | Előfutam | Előfutam | Előfutam | Elődöntő | Elődöntő | Elődöntő | Döntő   | Döntő    |
| Versenyző         | Versenyszám | Idő       | Hely.     | Össz.     | Idő      | Hely.    | Össz.    | Idő      | Hely.    | Össz.    | Idő     | Helyezés |
| ----------------- | ----------- | --------- | --------- | --------- | -------- | -------- | -------- | -------- | -------- | -------- | ------- | -------- |
| Tahmina Kohistani | 100 m       | 14,42     | 9.        | 32.       | kiesett  | kiesett  | kiesett  | kiesett  | kiesett  | kiesett  | kiesett | kiesett  |

## Cselgáncs
Férfi
| Versenyző      | Versenyszám | Selejtező                            | 32-es főtábla     | Nyolcaddöntő      | Negyeddöntő       | Elődöntő          | Vigaszág elődöntő | Bronz- mérkőzés   | Döntő             | Helyezés |
| Versenyző      | Versenyszám | Ellenfél Eredmény                    | Ellenfél Eredmény | Ellenfél Eredmény | Ellenfél Eredmény | Ellenfél Eredmény | Ellenfél Eredmény | Ellenfél Eredmény | Ellenfél Eredmény | Helyezés |
| -------------- | ----------- | ------------------------------------ | ----------------- | ----------------- | ----------------- | ----------------- | ----------------- | ----------------- | ----------------- | -------- |
| Ajmal Faizzada | Harmatsúly  | Ungvári Miklós (HUN) · 000(0)–100(0) | kiesett           | kiesett           | kiesett           | kiesett           |                   |                   |                   | 33.      |

## Ökölvívás
Férfi
| Versenyző    | Versenyszám | Selejtező                    | Nyolcaddöntő      | Negyeddöntő       | Elődöntő          | Döntő             | Helyezés |
| Versenyző    | Versenyszám | Ellenfél Eredmény            | Ellenfél Eredmény | Ellenfél Eredmény | Ellenfél Eredmény | Ellenfél Eredmény | Helyezés |
| ------------ | ----------- | ---------------------------- | ----------------- | ----------------- | ----------------- | ----------------- | -------- |
| Ajmal Faisal | Légsúly     | Nordine Oubaali (FRA) · 9–22 | kiesett           | kiesett           | kiesett           | kiesett           | 17.      |

## Taekwondo
Férfi
| Versenyző          | Versenyszám | Nyolcaddöntő                  | Negyeddöntő                          | Elődöntő          | Vigaszág elődöntő         | Bronz- mérkőzés             | Döntő             | Helyezés |
| Versenyző          | Versenyszám | Ellenfél Eredmény             | Ellenfél Eredmény                    | Ellenfél Eredmény | Ellenfél Eredmény         | Ellenfél Eredmény           | Ellenfél Eredmény | Helyezés |
| ------------------ | ----------- | ----------------------------- | ------------------------------------ | ----------------- | ------------------------- | --------------------------- | ----------------- | -------- |
| Rohullah Nikpai    | Pehelysúly  | Michał Łoniewski (POL) · 12–5 | Mohammad Bagheri Motamed (IRI) · 4–5 | kiesett           | David Boui (CAF) · 14–2   | Martin Stamper (GBR) · 5–3  |                   |          |
| Nesar Ahmad Bahave | Váltósúly   | Issam Chernoubi (MAR) · 4–3   | Sebastián Crismanich (ARG) · 1–9     | kiesett           | Vaughn Scott (NZL) · 11–6 | Mauro Sarmiento (ITA) · 0–4 |                   | 5.       |